# Новостройка (Кирилловский район)
Новостройка — посёлок в Кирилловском районе Вологодской области.
Входит в состав Коварзинского сельского поселения, с точки зрения административно-территориального деления — в Коварзинский сельсовет.
Расстояние по автодороге до районного центра Кириллова — 30 км, до центра муниципального образования Коварзино — 6 км. Ближайшие населённые пункты — Паньково, Роговская, Коварзино.
По переписи 2002 года население — 188 человек (98 мужчин, 90 женщин). Преобладающая национальность — русские (96 %).